# Fred Saberhagen
Fred Thomas Saberhagen (18 de mayo de 1930 - 29 de junio de 2007) fue un escritor estadounidense de ciencia ficción y fantasía, conocido principalmente por su serie de cuentos y novelas de ciencia ficción Berserker.
Saberhagen también escribió una serie de novelas de vampiros en las que el famoso Drácula es el protagonista principal, y una serie de novelas mito-mágicas posapocalípticas que comienzan con su popular Imperio del Este y continúan a través de una larga serie de novelas de Espadas y Espadas Perdidas.

## Biografía
Saberhagen nació y creció en Chicago, Illinois. Saberhagen sirvió en la Fuerza Aérea de los EE. UU. durante la guerra de Corea, cuando tenía poco más de veinte años. Tras reincorporarse a la vida de civil, Saberhagen trabajó como técnico en electrónica para la Corporación Motorola desde 1958 hasta 1962, cuando tenía alrededor de 30 años.
Fue mientras trabajaba para Motorola que Saberhagen comenzó a escribir ficción en serio a la edad de unos 30 años. Su primera venta fue a la revista Galaxy, que en 1961 publicó su cuento "Volumen PAA-PYX". "Fortress Ship", su primer corto "Berserker", se publicó en 1963. Luego, en 1964, Saberhagen vio la publicación de su primera novela, The Golden People.
De 1967 a 1973, trabajó como editor de los artículos de Química en la Enciclopedia Británica, además de escribir su artículo sobre ciencia ficción. Luego renunció y comenzó a escribir a tiempo completo. En 1975, se mudó a Albuquerque, Nuevo México.
En 1968 se casó con la escritora Joan Spicci, con la que tuvo dos hijos y una hija. El 29 de junio de 2007, Saberhagen murió de cáncer de próstata en Albuquerque, Nuevo México.